# Valakupių-Veržuvos-Tapelių apylinkės
Valakupių-Veržuvos-Tapelių apylinkės este o arie protejată (sit de importanță comunitară — SCI) din Lituania întinsă pe o suprafață de 354,3 ha, integral pe uscat.

## Localizare
Centrul sitului Valakupių-Veržuvos-Tapelių apylinkės este situat la coordonatele 54°45′20″N 25°23′31″E / 54.7556°N 25.392°E.

## Înființare
Situl Valakupių-Veržuvos-Tapelių apylinkės a fost declarat sit de importanță comunitară în martie 2021 pentru a proteja un număr necunoscut de specii din flora spontană și fauna sălbatică aflate în arealul zonei.

## Biodiversitate
Situată în ecoregiunea boreală, aria protejată conține 3 habitate naturale: Cursuri de apă de la nivel de câmpie la nivel montan, cu vegetație Ranunculion fluitantis și Callitricho-Batrachion, Taiga vestică, Păduri fino-scandinave bogate în ierburi cu Picea abies.
La baza desemnării sitului se află un număr nedeclarat de specii protejate.
Pe lângă speciile protejate, pe teritoriul sitului au mai fost identificate 1 specie de plante.